# Marie Loeper-Housselle

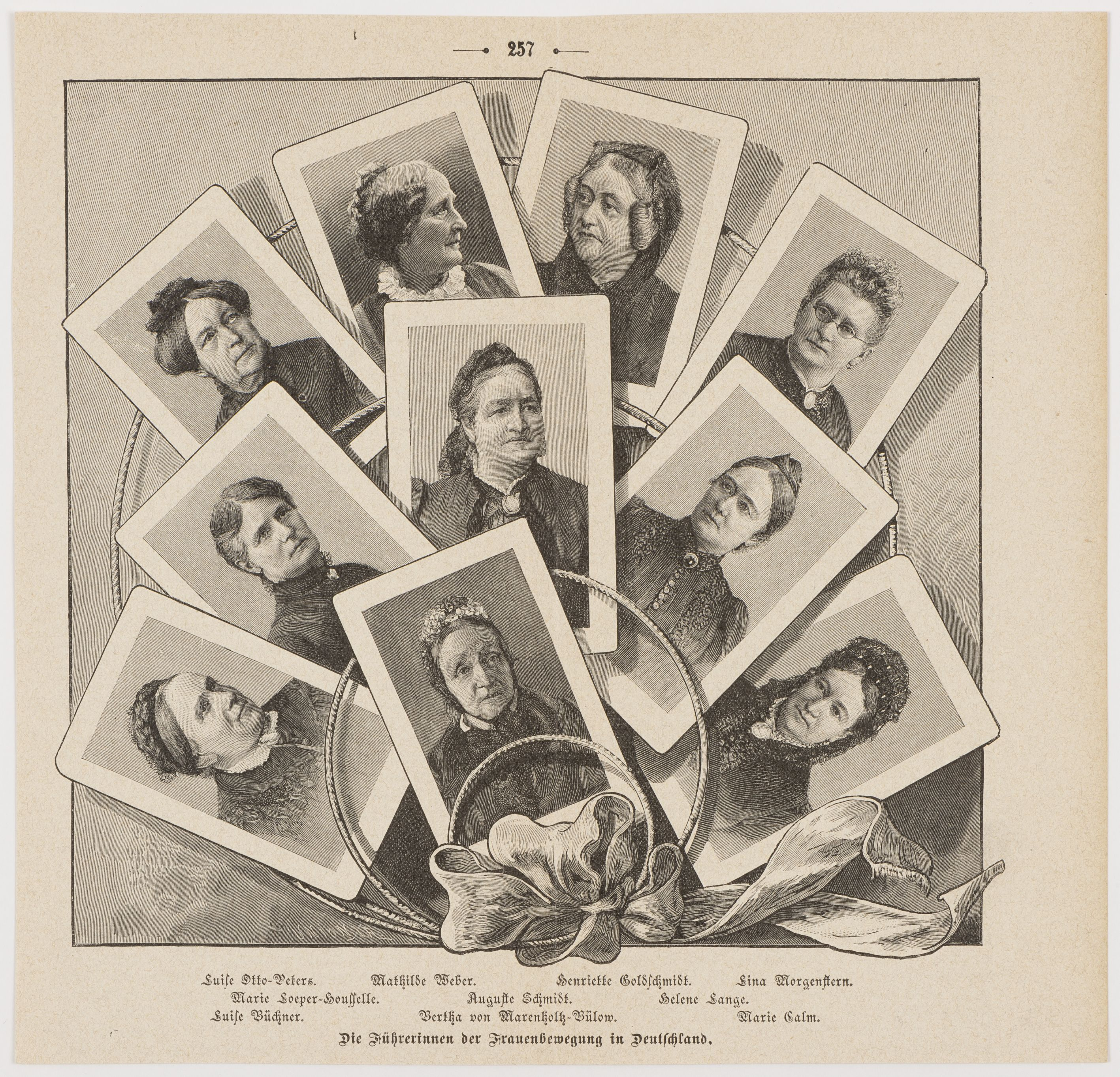
Les dirigents del moviment feminista en Die Gartenlaube, 1894

Marie Loeper-Housselle (Malbork, 11 de febrer de 1837 – Lichtenthal, 25 de gener de 1916) fou una mestra alemanya que es va implicar en l'educació de les xiquetes, així com en la formació de mestres i educadores. El 1884, funda la primera revista per a mestres, Die Lehrerin in Schule und Hau (La mestra a l'escola i a la casa). El 1890, juntament amb Helene Lange i Auguste Schmidt, funda l'Associació General Alemanya de Mestres (Allgemeinen Deutschen Lehrerinnen-Verein). Pertangué a la primera onada del moviment feminista.

## Trajectòria
Loeper-Housselle naix al 1837 a Gross-Lesewitz, prop de Malbork, a Prússia Occidental i era la tercera filla del rector L. Housselle. Després de la mort de son pare, es formà com a mestra a Grudziadz, i es llicencià al 1857. Després treballà com a professora durant cinc anys, entre altres en l'institut femení d'Elblag. El 1862 es casà i es va traslladar a Alsàcia. Allí es posà en contacte amb l'inspector escolar alsacià Th. Hatt, amb qui funda el primer jardí d'infància Fröbel a Alsàcia.
Va escriure articles per als diaris Ungarisches Schulblatt i Rheinische Blätter (editat per Wichard Lange) en què advocava per remeiar les deficiències en l'educació general i escolar de les xiquetes. També defensava una millor educació i posició de les mestres. El 1884 crea una plataforma per a les reivindicacions de les professores, la revista professional Die Lehrerin in Schule und Hau (La mestra a l'escola i a casa) que la publicava Th. Hofmann a Gera.
A més de la tasca d'editora de la revista de professores, Loeper-Housselle escrigué articles per a alguns diaris. El seu relat històric Der Mattenbauer es publicà com a llibre.

Després de la mort del seu marit, es trasllada a Ispringen, a Baden, on feia classes a l'escola municipal. També pronunciava sovint discursos en assemblees de dones.
"La Sra. Loeper-Housselle és també una de les oradores més populars en les assemblees de dones per la seua oratòria eixerida, carregada de sentiment poètic. Desenvolupa una magnífica activitat a l'escola municipal d'Ispringen, a Baden, i és la confident d'innombrables col·legues que hi veuen el centre reconfortant de la gran comunitat".

– Die Laube: Die Führerinnen der Frauenbewegung in Deutschland.
Loeper-Housselle va morir el 25 de gener del 1916.

## Compromís
Loeper-Housselle feu campanya per l'accés de les xiques a l'educació superior. Compartia l'opinió d'Helene Lange que les dones són més adequades per a educar a les xiquetes que els homes. A partir d'ací, ella i les seues companyes van exigir que es milloràs la formació de les professores a Alemanya.
Al 1890, junt amb Helene Lange i Auguste Schmidt, funda a Friedrichroda l'Associació General de Mestres Alemanys, que tenia 85 membres. L'objectiu de l'associació era promoure la solidaritat entre professores, que sovint es trobaven soles, i exercir més pressió per seues reivindicacions. L'associació també creava llocs de treball per a professores a Alemanya, França i Anglaterra. El 1894, segons la revista Die Gartenlaube, l'associació englobava 6.000 membres. En l'article Die Führerinnen der Frauenbewegung (Les dirigents del moviment feminista) s'esmenta a Loeper-Housselle com a figura principal.
Junt amb Helene Lange, Minna Cauer, Henriette Schrader-Breymann, Anna Luise Dorothea Jessen i Frau Eberty, Loeper-Housselle presentà una petició a la Cambra de Representants i al Ministeri d'Educació de Prússia el 1888. Hi exigien la creació d'institucions científiques estatals per a formar mestres. La petició en si fou rebutjada, però el pamflet que l'acompanyava, Die Gelbe Broschüre (el fullet groc), es considera el punt de partida de la Reforma Escolar Femenina Prussiana del 1908.